# Dobřejovice
Dobřejovice (en allemand : Dobrejowitz) est une commune du district de Prague-Est, dans la région de Bohême-Centrale, en République tchèque. Sa population s'élevait à 1 227 habitants en 2020.

## Géographie
Dobřejovice se trouve à 6 km à l'ouest-sud-ouest de Říčany et à 15 km au sud-est du centre de Prague.
La commune est limitée par Průhonice au nord, par Čestlice au nord-est, par Nupaky à l'est, par Modletice au sud-est, par Herink au sud-ouest et par Jesenice à l'ouest.

## Histoire
La première mention écrite de la localité date de 1309.